# 宝塚市立中山台小学校
宝塚市立中山台小学校（たからづかしりつ なかやまだいしょうがっこう）は、兵庫県宝塚市中山桜台4丁目に所在する公立小学校。宝塚市立中山桜台小学校と宝塚市立中山五月台小学校の統合校である。校舎は旧宝塚市立中山桜台小学校のものが使用されている。

## 沿革
出典
- 2022年（令和4年）
  - 4月1日 - 宝塚市立中山桜台小学校と宝塚市立中山五月台小学校の統合により開校[2]。
  - 4月7日 - 最初の始業式と開校式挙行。
  - 4月8日 - 第1回入学式挙行。

## 通学区域
- 切畑字長尾山(10番地)、中山台1丁目、2丁目、中山桜台1丁目～7丁目、中山五月台1丁目～7丁目、中筋山手7丁目(1・4番～20番)、中筋字長尾山(9番地)[3]

※卒業後は基本的に宝塚市立中山五月台中学校に進学する。

## アクセス
- 阪急バス「桜台四丁目」バス停下車後、徒歩。

## 通学区域が隣接している学校
- 宝塚市立長尾小学校
- 宝塚市立山手台小学校
- 宝塚市立西谷小学校